# St. Louis Union Station
St. Louis Union Station ist der ehemalige Hauptbahnhof von St. Louis, Missouri. Er dient heute als Einkaufszentrum und ist als Baudenkmal (National Historic Landmark) gewidmet.

## Geschichte
Der Bahnhof wurde 1892–1894 erbaut, Architekt war Theodore Link. Einst war dieser Bahnknotenpunkt im Mittleren Westen der verkehrsreichste Personenbahnhof der Welt, heute ist er ein Einkaufszentrum und eine Touristenattraktion.
Eröffnet wurde er am 1. September 1894, er umfasste 32 Gleise und wurde zu seinen besten Zeiten von 22 verschiedenen Bahngesellschaften angefahren. Eigentümer war die Terminal Railroad Association of St. Louis. 1903, aus Anlass der Weltausstellung von 1904, der Louisiana Purchase Exposition, wurde der Bahnhof erweitert.
In den 1940er-Jahren betrug das Passagieraufkommen noch etwa 100.000 Personen pro Tag, sank aber in den folgenden Jahrzehnten dramatisch. Amtrak führte 1971 nur mehr drei Züge täglich nach St. Louis. 1978 verließ der letzte Zug die St. Louis Union Station. Der Amtrak-Bahnhof ist heute Teil des St. Louis’ Gateway Transportation Center, wo auch die städtischen und die Greyhound-Busse sowie die Schnellbahnlinien halten.
Im August 1985 wurde das Bahnhofsgebäude als Shoppingcenter neu eröffnet. Die Investition betrug $150 Millionen. Ein Hotel mit 539 Zimmern, eine Shopping Mall und Restaurants gehören zum Komplex. Das Hotel wurde zunächst von Omni betrieben, dann von der Hyatt-Regency-Kette und ab Dezember 2008 von Marriott.